# Pheidologeton schossnicensis
Pheidologeton schossnicensis är en myrart som beskrevs av Assmann 1870. Pheidologeton schossnicensis ingår i släktet Pheidologeton och familjen myror. Inga underarter finns listade i Catalogue of Life.